# 大谷壮馬
大谷 壮馬（おおたに そうま、1990年7月25日 - ）は、大阪府出身のサッカー選手。ポジションはMF。

## クラブ歴
初芝橋本高等学校から桃山学院大学に進学。
2013年にドルガ・ツルノゴルスカ・リーガのFKベラネに加入。加入半年でプレミイェル・リーガのFKスラビアに移籍するも、怪我のため半年で放出された。その後、ベラネで再びサッカーを続けた。
2016年にパタヤFCに移籍、翌年クルン・チョンブリーFCに移籍。
2018年にラオ・トヨタFCに単年契約で移籍、2019年も契約を更新した。
2020年1月25日、モンゴル・ナショナルプレミアリーグのエルチムに加入。
2021年3月、カンボジア・リーグのナショナル・ポリス・コミッサリーFCに移籍することを発表。
2021年12月、バングラデシュ・プレミアリーグのムクティジョッダ・サンサドKSに移籍することを発表。